# イタリア同盟
イタリア同盟（イタリアどうめい、イタリア語: Alleanza per l'Italia,"ApI"）は、かつて存在したイタリアの政党。

## 概要
2008年に民主党（PD）を創設した有力者で、中道政党マルゲリータ（ML）出身のフランチェスコ・ルテッリは、2008年総選挙で下野して以降、PDが旧イタリア共産党の流れを汲む左翼民主主義者（DS）出身議員を中心に左傾化していることに不満を持っていた。
2009年10月の書記長（党首）選挙において、同じML出身で現職のダリオ・フランチェスキーニがDS出身で党内最左派のピエル・ルイジ・ベルサーニに敗れたことからPDの左傾化に失望し、離党を表明した。
離党したルテッリは、新たな政策要綱「改革と政権交代のマニフェスト」を発表。翌11月、新党「イタリア同盟」を結成し、中道勢力として活動することを表明した。PDからはリンダ・ランツィロッタやジャンニ・ヴェルネッティ、ドナート・モゼッラといったリベラル派やキリスト教民主主義者が合流し、価値あるイタリアからもピノ・ピジッキオを含む中道の不満分子が加わったが、2016年までに解散した。